# Kościół św. Jakuba w Sztokholmie
Kościół św. Jakuba (szw. Sankt Jacobs kyrka) – kościół znajdujący się w Sztokholmie.
Kościół św. Jakuba ma status zabytku sakralnego według rozdz. 4 Kulturminneslagen (pol. Prawo o pamiątkach kultury), ponieważ został wzniesiony do końca 1939 (3 §).

## Historia
W średniowieczu na miejscu obecnego Kungsträdgården stała niewielka kaplica pod wezwaniem św. Jakuba, patrona wędrowców. Zniszczył ją wraz z innym stojącym w pobliżu kościółkiem król Gustaw I Waza w XVI wieku. Jan III Waza chciał zbudować dwie nowe świątynie. W 1580 zaczął stawiać kościoły św. Jakuba i św. Klary.
Kościół św. Jakuba konsekrowano jako pierwszy w 1643 roku. Od tej pory kilkakrotnie go przebudowywano. W kościele znajduje się do dziś pochodząca z 1634 chrzcielnica i srebrne naczynia, a także portyki wykonane przez kamieniarzy Henrika Bloma i Hansa Hebla. Prospekt organowy stworzył w XVIII wieku architekt Carl Hårleman, a wielka polichromia na zachodniej ścianie jest dziełem Frederika Westina.